# Eligma narcissus
Eligma narcissus  — вид нічних метеликів з родини Nolidae.

## Опис

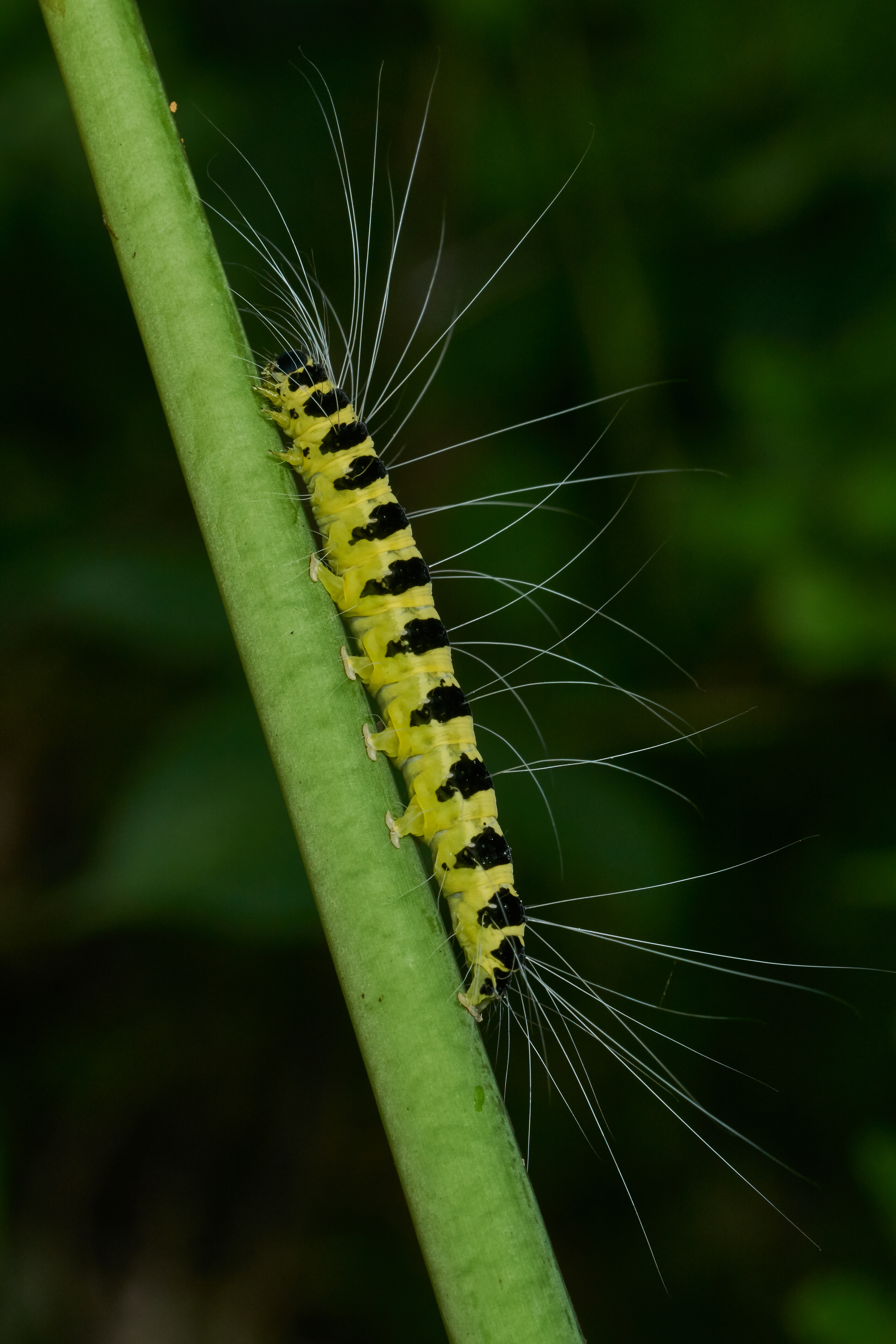
Гусениця

Лоб і базальні членики вусиків зазвичай з пучками лусочок. Очі голі, вічка відсутні. Передні крила з добре розвиненим малюнком із перев'язів і смуг та з трьома дуже характерними пучками лусочок, що стирчать .

## Ареал
Область поширення виду охоплює Північний, Центральний і Східний Китай, деякі райони Кореї і Японії. Також зустрічається в Південному Китаї, Тайвані, Індії та інших країнах Південно-Східної Азії.

## Біологія
Метелики активні вночі. У Палеарктичній області ареалу виду за рік розвивається 2 покоління метеликів. Зимує лялечка.
Гусінь живиться а допомогою таких дерев як: айлант, туна, канаріум, персик, Ailanthus altissima, Amygdalus persica, Toona sinensis. Заляльковуються гусениці в міцний, ніби зроблений з пергаменту, кокон.

## Галерея

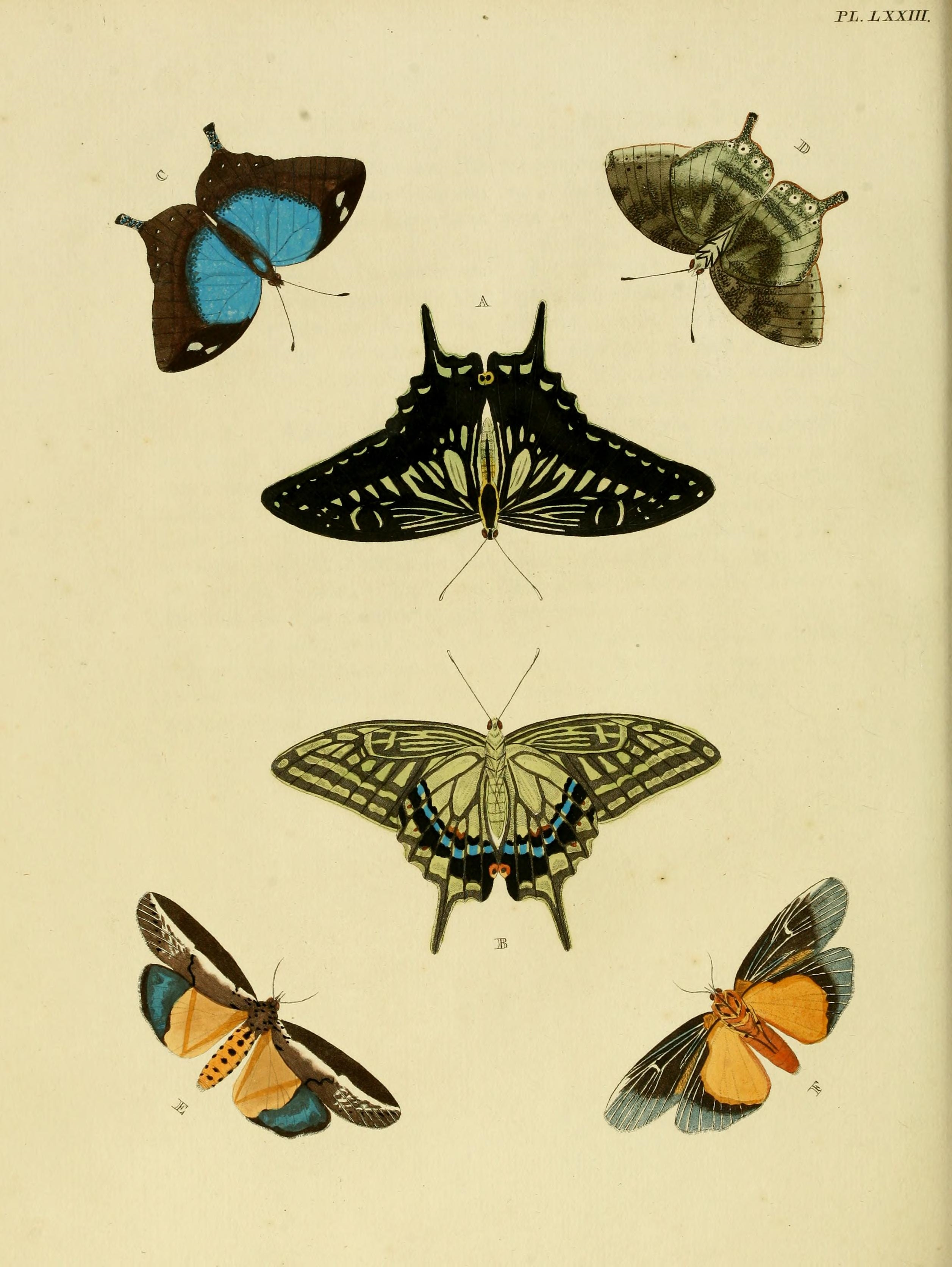
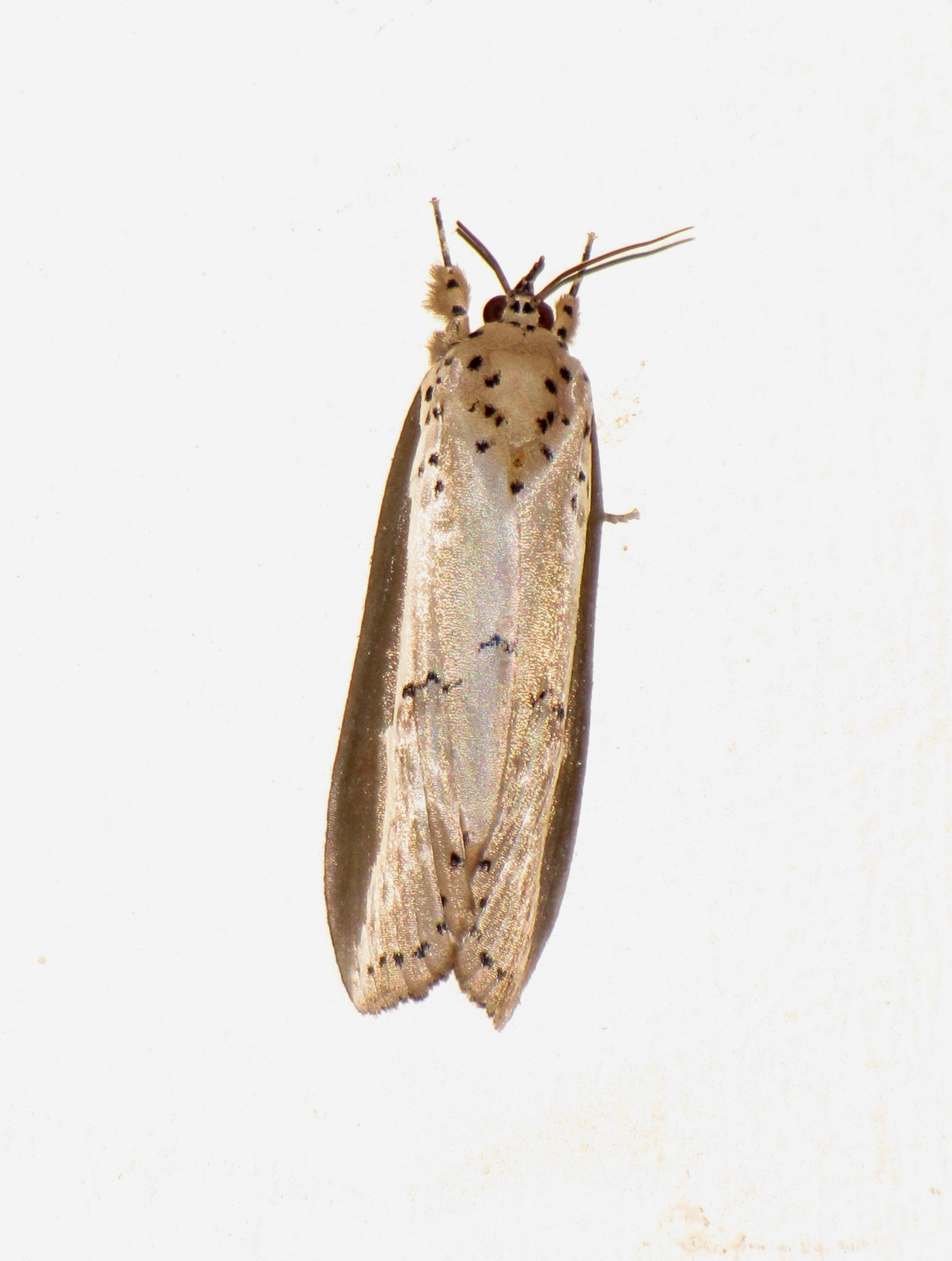
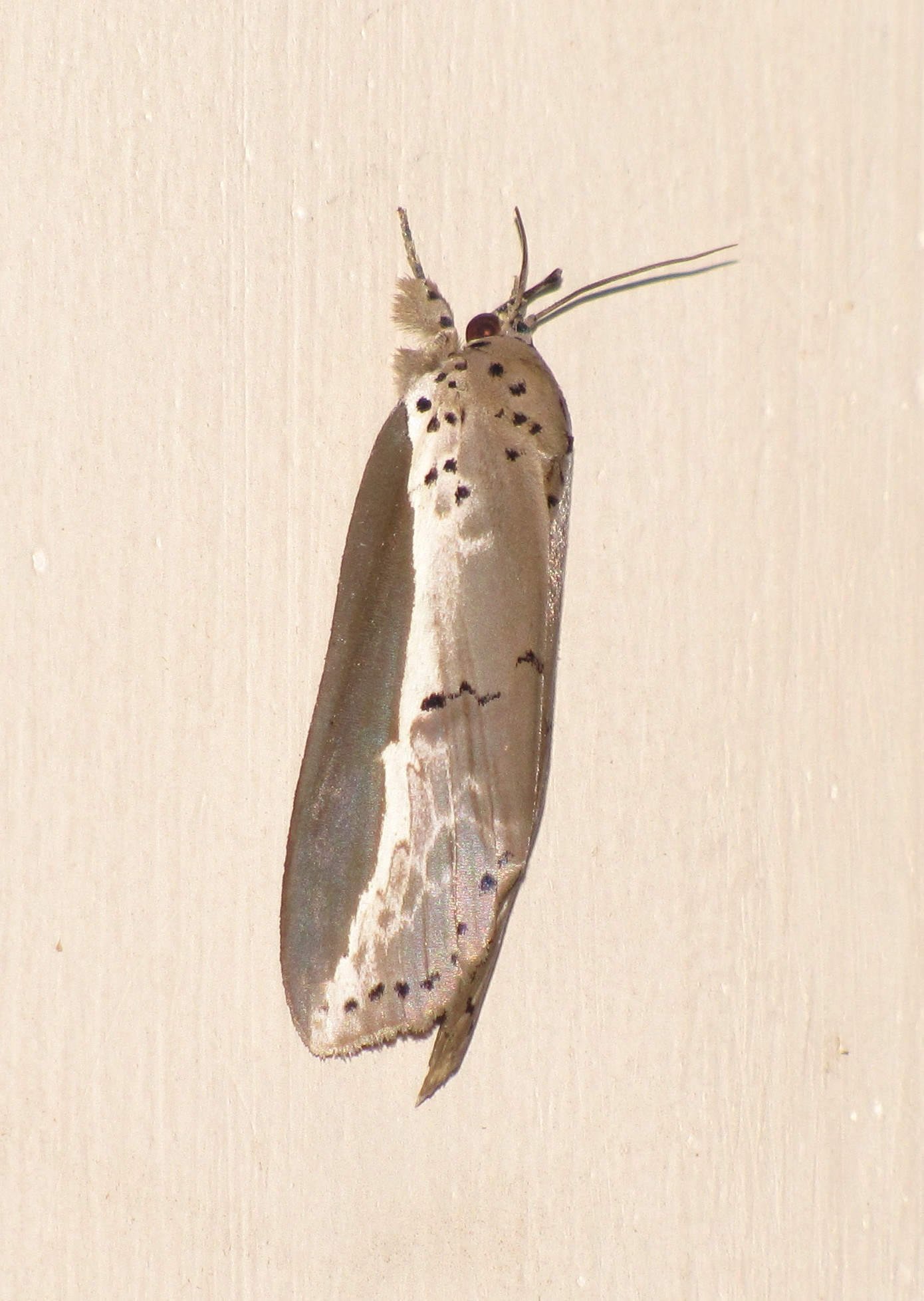
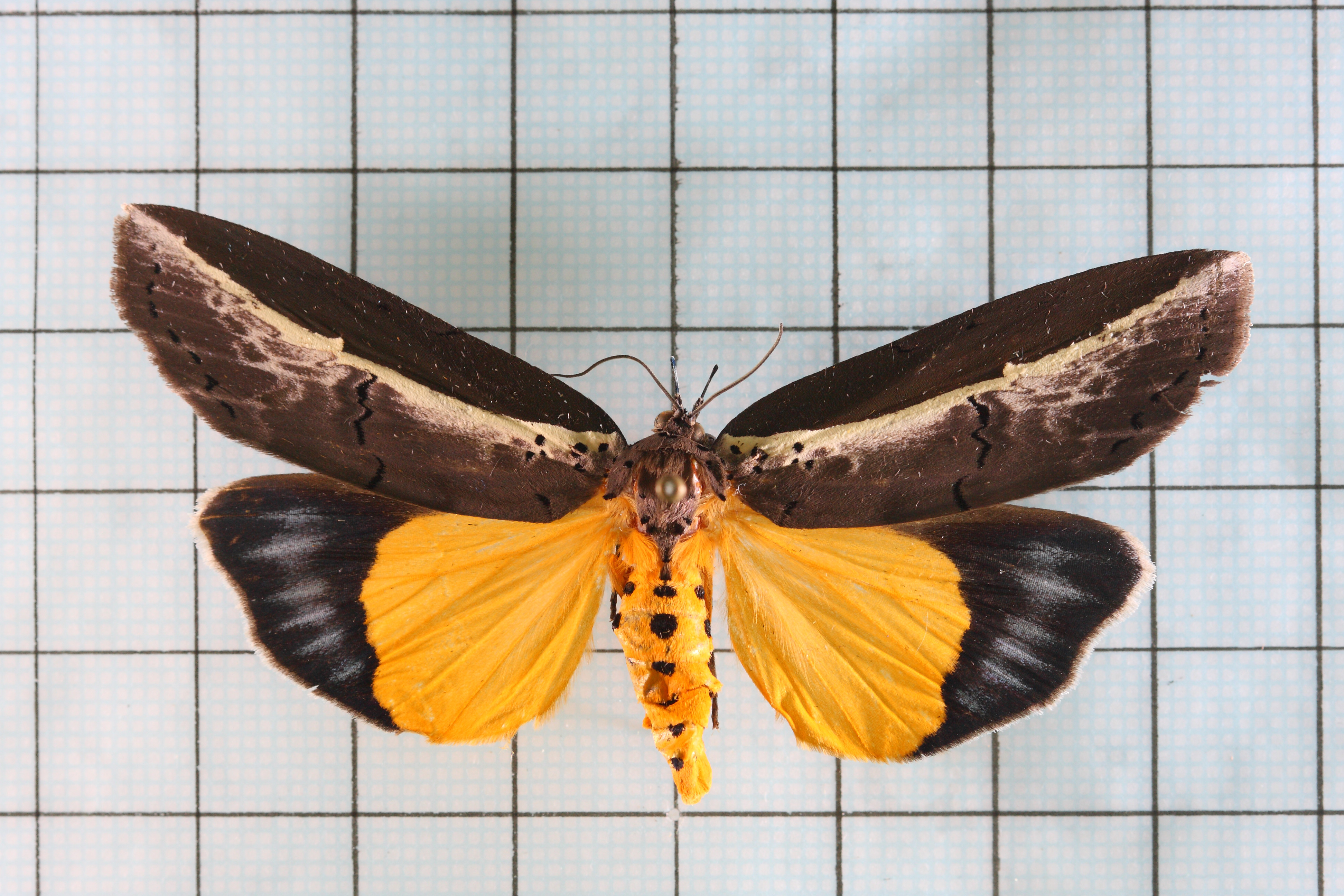
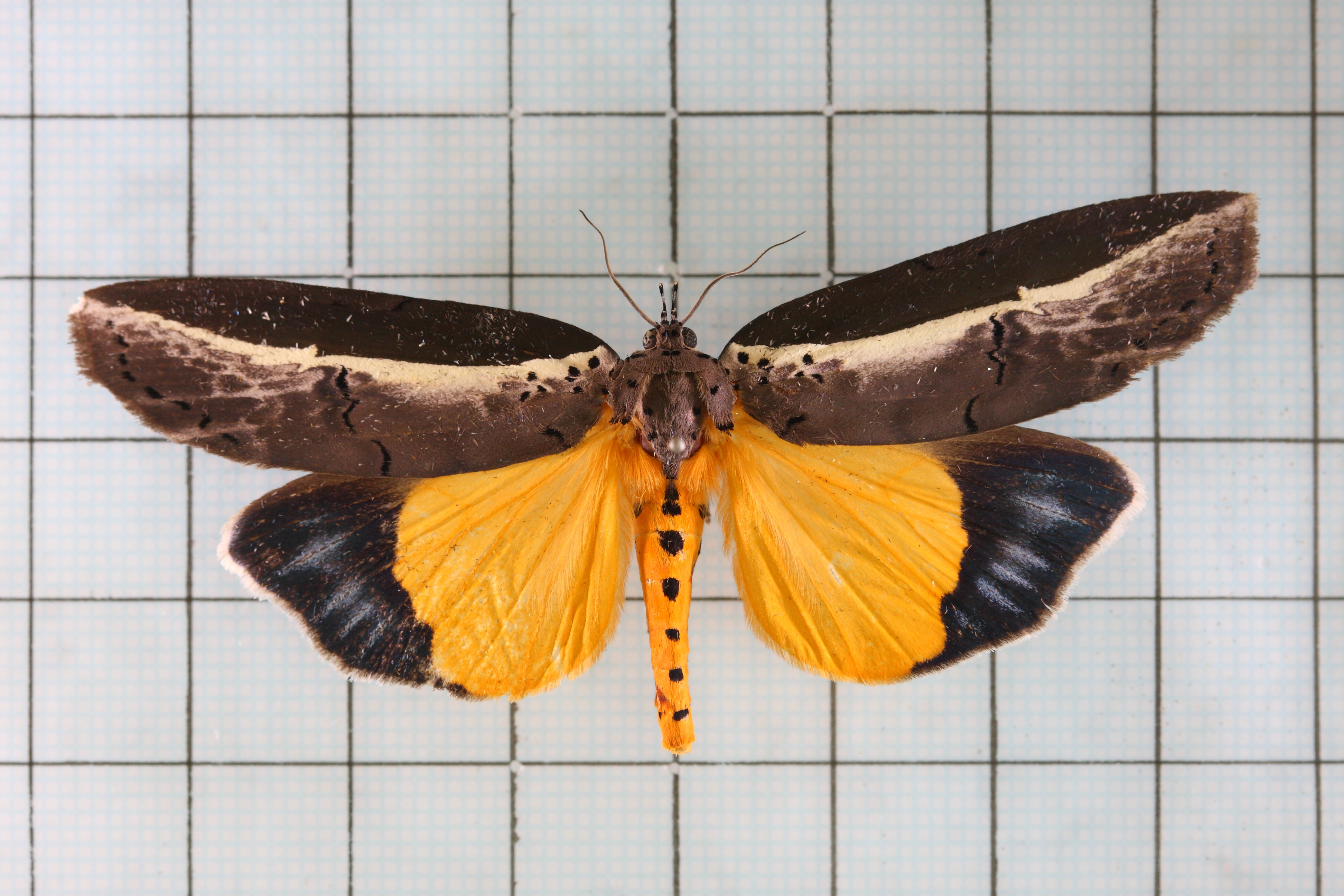